# Font del Tramau
La Font del Tramau és una font del terme municipal de Sarroca de Bellera (antic terme ribagorçà de Benés), del Pallars Jussà, dins del territori del poble d'Avellanos.
Està situada a 1.687 m d'altitud, al nord d'Avellanos, gairebé a sota -al sud-est- de Plandestàs, a llevant del Tossal de la Pala.